# 雨滴大小分布
雨滴大小分布(DSD) ，或雨的粒度测量、雨滴谱，是雨滴根据其直径 (D) 的数量分布。雨滴的形成需要三个过程：水蒸气凝结、小液滴在大液滴上的积累以及不同尺寸雨滴之间的碰撞、合并。根据在云中停留的时间、云中的垂直运动和环境温度，雨滴的经历多种多样，雨滴直径分布从几微米到几毫米不等。

## 定义

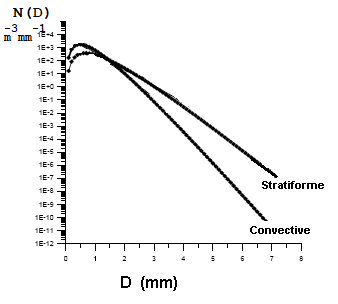
两个平均实际分布是线性斜率，可以调整为 Marshal-Palmer 方程。

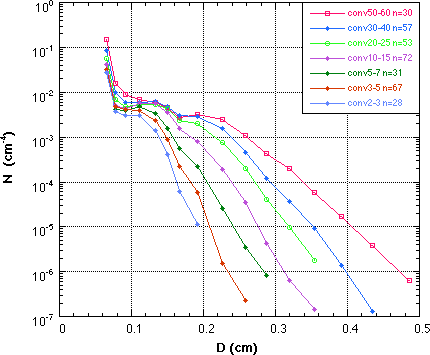
佛罗里达州对流雨中不同降水率的分布示例：雨滴数量（对数刻度）(N) 与直径的线性刻度 (D)

通常，雨滴大小分布是直径为零到雨滴最大可能尺寸的截断伽马函数。  由此得滴数随直径{\displaystyle D}的变化公式：
{\displaystyle N(D)=N_{0}D^{\mu }e^{-\Lambda D}}
其中{\displaystyle N_{0}}, {\displaystyle \mu }和{\displaystyle \lambda }都是常数。

### 马歇尔-帕尔默分布
最著名的关于雨滴大小分布的研究是马歇尔和帕尔默于 1948 年在蒙特利尔的麦吉尔大学完成的。 他们使用层状雨{\displaystyle \mu =0}并得出指数形式的液滴尺寸分布，亦即Marshall-Palmer 分布，公式为：
{\displaystyle N(D)_{MP}=N_{0}e^{-\Lambda D}}
其中：
- N0 = 8000 m-3 mm-1;
- {\displaystyle \scriptstyle \Lambda } = 4.1 R-0.21 mm-1 （相当于参考文献[4]中的 41 R-0.21 cm-1 ），R 是层状降水中的降雨率，单位为毫米/小时；
- D 为雨滴直径，单位毫米。

（N0的单位有时被简化为 cm-4 ，但这消除了该值是按每立方米空气计算的信息）
由于不同类型的降水（雨、雪、雨夹雪等），以及产生它们的不同类型的云在时间和空间上有所不同，因此雨滴分布函数的系数将随各种情况变化而变化。 Marshall-Palmer 关系仍然是目前最为常用的关系，但值得一提的是，它是中纬度地区许多层状降雨事件的平均值。上图显示了层状降雨和对流降雨的平均分布。分布的线性部分可以通过特定的{\displaystyle \scriptstyle \Lambda }值来调整 Marshall-Palmer 分布。最下是佛罗里达州几个对流事件中具有不同降水率的一系列雨滴直径分布。我们可以看到，实验曲线比平均曲线更复杂，但总体外观是一样的。
因此，在气象文献中出现了许多其他形式的分布函数，以更精确地调整粒子大小以适应特定事件。随着时间的推移，研究人员已经意识到，液滴的分布更多的是根据降水类型产生不同直径液滴的概率问题，而不是一个确定性关系。因此，层状雨有一系列曲线族，对流雨则有另一个曲线族。

### 乌尔布里奇分布
Marshall 和 Palmer 分布使用的指数函数不能正确模拟非常小直径的液滴（上图中的曲线）。一些实验表明，这些液滴的实际数量少于它们的理论曲线。Carlton W. Ulbrich 在 1983 年开发了一个更通用的公式，考虑到如果 D < 1 mm，则液滴是球形的；若液滴呈椭球形，其水平轴随着 D 变大而变平。力学上，不可能出现超过 D = 10 mm 的大液滴，因为液滴会在直径很大的时候破裂。从一般分布类型来看，雨滴谱发生变化时，由于饱和条件，小水滴的蒸发可以忽略不计，云内部的 μ = 0；而云外的 μ = 2，小水滴将蒸发，因为它们处在更干燥的空气中。用与前面相同的符号标记，我们得到了毛毛雨的乌尔布里奇分布： 
{\displaystyle N_{0}\mathrm {(cm^{-4-\mu })} =\left[{\frac {6}{\pi (\mu +3)!}}\right]\left({\frac {M_{l}}{10^{-3}\rho _{e}}}\right)\Lambda ^{\mu +4}}{\displaystyle \Lambda \mathrm {(cm^{-1})} ={\frac {3.67+\mu }{D_{0}}}}
其中{\displaystyle M_{l}}是液态水含量， {\displaystyle \rho _{e}}水密度，和{\displaystyle \scriptstyle D_{0}\approx } 0.2是细雨直径的平均值。对于降雨，引入降雨率R (mm/h)，即标准表面上每小时的降雨量： 
{\displaystyle D_{0}{(cm)}\approx 0.13R^{0.14}}，{\displaystyle N_{0}\mathrm {(cm^{-4-\mu })} \approx 6\times 10^{-2}\exp(3.2\times \mu )}

## 测量
这种分布的第一次测量是由马歇尔的学生帕尔默在紧接着二战之后，用相当简陋的工具进行的，他将一块覆盖有面粉的纸板短时间暴露在雨中。每一滴留下的痕迹与其直径成正比，他可以通过计算每一滴大小对应的痕迹数量来确定分布。
相关学者与工程师已经开发了不同的设备来更准确地测量雨滴大小分布：
- 测速仪
- 改进的风廓线仪

## 液滴尺寸与雷达反射率
对云中雨滴分布的了解，使得研究者得以将天气雷达记录的内容与地面上获得的降水量联系起来。我们可以找到雷达回波的反射率与我们使用诸如测速仪之类的设备测量值之间的关系。
降雨率 (R) 的定义如下式所示，是粒子数 ( {\displaystyle \scriptstyle N(D)} )、粒子体积 ( {\displaystyle \scriptstyle \pi D^{3}/6} ) 及其下落速度 ( {\displaystyle \scriptstyle v(D)} )对云滴直径的积分:
{\displaystyle R=\int _{0}^{Dmax}N(D)(\pi D^{3}/6)v(D)dD}
雷达反射率 Z 为：
{\displaystyle Z_{rain}=|K_{rain}|^{2}\int _{0}^{Dmax}N(D)D^{6}dD\qquad }
其中 K 是水的介电常数
Z 和 R 具有相似的公式，可以得到下面的表达式： 
{\displaystyle \,Z_{rain}=aR^{b}}
其中 a 和 b 这两个参数与降水类型如雨、雪、对流雨（雷暴）或层云降雨（雨云）有关，它们有不同的{\displaystyle \Lambda }, K, N0和{\displaystyle \scriptstyle v} 值.
这种关系中最著名的是 Marshall-Palmer ZR 关系，a = 200， b = 1.6。 目前该关系仍然是最常用的一种经验关系，因为它适用于中纬度地区的降雨，而这是非常常见的情况。研究者对于雪、暴雨、热带雨等类型的降水进行研究，也发现了类似的关系。 